# جون خايرو فيلاسكيز
جون خايرو فيلاسكيز (بالإسبانية: Jhon Jairo Velásquez)‏ الملقب ب باباي هو قاتل محترف عمل لصالح بابلو إسكوبار، وقد اعترف في إحدى تصريحاته لقناة آر تي الروسية أنه قتل أكثر من 250 شخصا وخطط لعملية قتل أكثر من 2500 شخص، من مجموع سجل ضحايا كارتيل ميديلين الذي يفوق 5000 ضحية.
ولد فيلاسكيز يوم 15 أبريل 1962 بمدينة يارومال في كولومبيا. انخرط في أعمال القتل مقابل المال وأيضا نتيجة ولائه واحترامه وحبه الأعمى لزعيم ميديلين بابلو إسكوبار ملك الكوكايين وبارون المخدرات الكولومبي.

## المسار الإجرامي
كان فيلاسكيز الصديق المقرب واليد اليمنى للدون بابلو إسكوبار، وخبيره الأول في مجال الإرهاب وخطف الناس وكل ما له علاقة بالجريمة. فهو منفذ جرائم الاغتيال التي جعلت ميدلين، ثاني أكبر مدن كولومبيا، العاصمة الأولى في جرائم القتل عالمياً. طالت جرائم فاسكيز شخصيات سياسية هامة، وساعد في حياكة مؤامرة لاغتيال المرشح الرئاسي الكولومبي لويس كارلوس غالان والتي تعد الجريمة الوحيدة من بين آلاف الجرائم التي أدين بسببها.
تم إلقاء القبض عليه سنة 1992 وقَضَى في السجن 23 عاما. أُطْلِق سراحه في عام 2015، ولم يصبح منبوذاً في المدينة (ميدلين) التي كان يمارس القتل فيها في فترة ثمانينيات وبداية تسعينيات القرن العشرين، بل أصبح من مشاهيرها.
بعد مغاردته السجن سنة 2015 بإطلاق سراح مشروط أصبح مدوناً وناشطاً سياسياً ، وصرح أنه قد تاب عن أفعاله الإجرامية، وأصر على أن يكون إنسانًا سوياً ، واستغل شعبيته وشهرته ليترشح لمجلس الشيوخ في البرلمان الكولومبي، غير أن نص الدستور الكولومبي حال دون ذلك، ليقرر بعدها أن يكون ناشطاً سياسياً يبث فيديوهات عبر قناته باليوتيوب.
وفي ديسمبر/كانون الأول 2017، رصدت السلطات الكولومبية فيلاسكيز في حفل عيد ميلاد فاخر لمهرّب المخدرات خوان كارلوس ميسا فاليغو المعروف أيضًا باسم «طوم». وقد اعتُقل مرة أخرى في مايو/أيار 2018. وكان مكتب المدعي العام الكولومبي قد فتح تحقيقًا ضده بعد أن هدد مرارًا وتكرارًا المرشح الرئاسي غوستافو بيترو وأتباعه.
عاش فيلاسيكز في أواخر أيامه معتمداً على عائدات بيع كتبه: «حياتي كقاتل مأجور لدى بابلو اسكوبار»، و«نجوت من بابلو إسكوبار»، ومن التمثيل في مسلسل «خ.. خ» الذي بُث على قناة كاراكول المحلية، وغير ذلك من الأعمال المرئية. نصح فيلاسكيز الشباب «أن يعشوا بشرف مثله بالالتزام ولا يجعلوا أنفسهم عرضة للملاحقة من الأخرين».

## وفاته
توفي جون خايرو فيلاسكيز بسبب سرطان المعدة يوم الخميس 6 فبراير 2020.